# Decretele pseudo-isidoriene
Decretele Pseudo-Isidorice (sau Falsele Decrete) sunt o colecție extinsă de acte false medievale, scrise de un cărturar sau un grup de cărturari cunoscuți sub numele de Pseudo-Isidor, pentru că au fost emise în numele Sf. Isidor din Sevilla.
Autorii, care au scris sub pseudonimul Isidor Mercator, erau probabil un grup de clerici franci din a doua jumătate a secolului al IX-lea.  Aceste documente urmau să protejeze drepturile episcopilor față de abuzurile arhiepiscopilor și ale celorlalte fețe bisericești de amestecul laic. Decretele evidențiau și autoritatea papei în defavoarea celei a arhiepiscopilor.
Acest corp de documente era format din legi, scrisori papale și hotărâri ale conciliilor ecleziastice, unele dintre ele autentice, dar cele mai multe false (printre care și faimoasa donație a lui Constantin). Pe la sfârșitul secolului al X-lea erau încă în vigoare și abia în secolul XVII s-a dovedit că sunt falsificate.